# 548 Kressida
548 Kressida este o planetă minoră (asteroid), cu un diametru de 14,008 km, din centura de asteroizi. A fost descoperită pe 14 octombrie 1904 la Observatorul Königstuhl de Paul Götz⁠(d) și a fost numită după Cressida⁠(d). 
Obiectul prezintă o orbită caracterizată de o semiaxă mare de 2,282127408167 UAi, o excentricitate de 0,18444700003881, o înclinație de 3,8716305981806 ° în raport cu ecliptica.